# むこうぶち
『むこうぶち 高レート裏麻雀列伝』（むこうぶち こうレートうらマージャンれつでん）は、漫画：天獅子悦也、協力：安藤満（安藤満逝去後はケネス徳田が闘牌協力）による日本の漫画作品。
『近代麻雀オリジナル』（竹書房）で1999年に連載が開始され、2000年に『近代麻雀』に移籍して現在も連載中。コンビニ版総集編『麻雀破壊神・傀』も発売された。
スピンオフ作品として、江崎の物語『むこうぶち外伝 EZAKI』、上野の秀の物語『レッドドッグ ノガミの秀』、後堂の物語『お疲れ様です後堂さん』がある。

## 概要
- 麻雀プロであり、1980年代の賭け麻雀事情にも詳しい安藤の見聞をもとに描かれた作品。高レート麻雀に集う人々の内面を力強く描いている。
- いわゆる「麻雀劇画」が一般的には「麻雀で勝った者の勝者のストーリー」であるのに対し、本作品は「傀と麻雀して負けた者」を描いた「敗者のストーリー」である点が画期的であった。その意味で本作品の真の主人公は、さまざまな理由で高レート麻雀の卓に着き、傀に敗れていく者たち（あるいは彼の闘牌の観戦者など戦いを見届ける者）であると言える。

## ストーリー
「むこうぶち」――それは誰とも組まず、何処にも属さない一匹狼。誰も何も必要無い、真のギャンブラー。
バブル経済が頂点に差し掛かりつつあった1980年代の東京。市中の雀荘に飽き足らず、1000点1000円、あるいはそれ以上の高レートで行う賭け麻雀に走る人たち。その中に一人の男が現れた。一見優男。しかし、彼に狙われた者は、この言葉と共に、獣に食い殺されるが如く敗れ去るのみ－「御無礼」。
決して己の内面を見せず、その強さ鬼の如し。男の名は「傀」。
55～56巻に収録されている話で「バブル編」に幕引きがされ、57巻収録分からは「後(アフター)バブル編」が開始された。

## 登場人物

### 主人公と関係者
傀（カイ）
魔物じみた強さを持つ謎の麻雀打ち。どこからともなく雀荘（高レートが多い）に現れる。卓に座った瞬間に敗者を見抜き、彼に「御無礼」を言われた対戦相手は必ず負ける。各話に出てくるゲストキャラの対局相手として登場する（初めの話で出てきた水原祐太のように彼と対局しないパターンもあり）。
本名、出身、住所一切不明。「傀」という名前は「人鬼」から来ており、名を問われた際は「傀と呼ばれています」と名乗り、一匹狼の真のギャンブラーを意味する「むこうぶち」の名で呼ばれることもある。容赦なく対戦相手から金を毟り取るため「暴虎」の異名を持つ。
常に丁寧な物腰で決して声を荒らげたり暴力を振るったりすることはない。極端に無口で表情に乏しいため一見冷静沈着に見えるが、傲慢な相手やイカサマをする相手は率先して潰す（唯一の例外は観客や同卓の相手にイカサマをショーとして見せる手品麻雀）。自分の思惑や相手の底を見抜いた時にニヤリとニヒルな笑みを浮かべるシーンは非常に多い。また、たまにではあるが、相手を言葉で挑発することもある。
一方で、麻雀に真摯で腕も立つ者や、欲望に取り憑かれず引き際を知る者を、追いかけてまで殺そうとはせずに時には敬意を示したりなど、彼なりの美意識を持っていることも窺わせる。前述の手品麻雀では会の趣旨を尊重し、わざとイカサマを使って勝つなど案外ジョークを解する一面もある。女性が相手の場合、相手の腕前にかかわらずサディスティックな態度を取ることがほとんどである。
同卓した相手に負け分の金を貸す事もある。ただし貸すのは翌日に返しにこれる相手に限られ、返せる相手ならば単にパンクした時にも卓割れさせずに続行させるために貸し付ける事もあるが、返しに来る事ができない相手は頼まれても貸さない。最後の一戦で手持ちの金を超える金額を負けた相手には返せる保証がない相手でも「博打の貸しは一日限り」として負け分を貸しにして1日待つが、返しに来ずに逃げた場合、その人物がその後何らかの金を手に入れた時にピンポイントで現れ、金は必ず回収していく。
このように金は必ず回収するが、場合によってはそもそも金を受け取らずに帰る事もある。四萬に呪いがかかっているとされていた席に雨宿りの間のみという条件で座った時は、卓に座る前に四萬がアヤ牌である事を知った上で座りそれを利用して勝ったためか、「雨宿り麻雀なので勝ち金は結構です」と何も受け取らずに帰った。
雀風は特に固定されておらず、自由自在。イカサマを使っているわけではなく、序盤の数回戦落としてでも相手の戦術やイカサマを見抜き（時に差し込むことすらある）つつ場の流れを形成して、決め打ちや理牌、現物待ちなど偽りの癖で相手が傀の手を見抜いたと思った矢先に、それを逆手にとってトータル収支で勝つパターンが多い。手積みの場で、積み込みやブッコ抜きをやっている者の手を読んでいるような描写が多いが、自身も積み込んでいたかは不明。ただし手品麻雀での鮮やかなイカサマツモから、技術自体は高いレベルの物を会得していることが窺える。相手の運を奪い、自分の流れをつかむまでのパターンは様々だが、いったん自分が優勢と見るや徹底的に攻め続け、一気呵成に叩き潰す。そのため、鈍い者はツキ麻雀で負けただけと勘違いすることも多い。中には流れやバカヅキを掴んで傀に勝利寸前の者も少なからずいたが、傀の安目差込みやセオリーから外れた揺さぶりに流れを手離して敗北している。
序盤に調整したり相手を観察したり偽りの情報を与える仕込みをするなどして巻き返しでトータルで勝つ、と言うスタイルであるため、「途中からのレートアップ」を伴う事が殆ど。レートアップを申し出る時はツキの調整などが完了した時であるため、傍目には「レートアップした途端に急に強くなった」ように見え、負けた後で「レートアップを申し出る所から作戦だったのだ」と気づかされるパターンが多い。
なお、レートアップ前に調整や観察のために一時的にいくらか負ける事はあってもあくまで撒き餌のようなもので、これでパンクする事は無いが、レートアップが認められにくい場の場合はパンクして見せてでもレートアップを認めさせる手を使う事がある。作中では半荘回数が決まっている場に赴いた時、そのままでは序盤の見などをせずに同卓者をパンクさせることなく全勝しないと回収目標額に達しないレートだったため、「目標額になるまでに終わられたら困る」と言う事情を抱えている者が同卓していたことを利用し、序盤でわざと負けてパンクして例外的なレートアップを認めさせた上で卓を続行させたことがある。
単純に麻雀が強いだけではなく、ローカルルールから特殊なハウスルールの天使（アンヘル）の麻雀、三人麻雀まであらゆるルールに適応し、自動卓から発せられる異音を察知して卓に改造が施されていることを完全に見抜いたり、複雑な通しをすぐに解読したりなど、頭の切れそのものが常人離れしている。
麻雀以外では中国麻雀（麻将）に関する知識も深いらしく、21巻では中国出身の張相手にわざわざ中国麻雀の役（日本の麻雀にない役なので、役牌や対々和などのノミ手であることが多かった）で圧倒した。また、安永に案内されて地下カジノでバカラをしたこともあり、麻雀と同様の鋭い読みを見せている。
対戦相手を待つ間には英字新聞（紙名不明）、ル・モンド（仏語版）、ロシア語新聞（紙名不明）など様々なものを読んでいる。フィリピン語を理解していることを示す場面や、タガログ語での通しを聞いて理解したり広東語で会話したりした場面もある。また新聞だけでなく、漫画雑誌や農業誌、児童向け絵本（ぐりとぐら）など様々な雑誌も読んでいる。
都内の高レート雀荘に出没しているが、その打ち筋ゆえに客を殺してしまう（有り金を根こそぎ奪う＝破滅させるという意味）ため、彼を出禁にするところは多い。また、根こそぎタネ銭を奪うために特定の相手にわざと勝たせてからその相手を狙い撃ちで勝ち続けたり、他家の得点を調整することも可能。一方で弱者や彼が定めた獲物がいない卓では振らず和了らずに2着をキープして本気を出さない場面や、素人相手の低レートで夜の調整のために流れを作る場面もあり、どこであろうと殺す打ち筋をしているわけではない。
出禁等の代わりに新たな賭場・雀荘を紹介ということで神出鬼没であることをある程度補足しており、また安永が人の破滅に対して鋭敏であると語っているように大きな何かを賭ける者の前に現れる。対戦相手は彼との対戦によって、人生に多かれ少なかれ影響を与え、全てを失う者もいれば、大切な何かを見つける者もいる。その理由として、傀は相手を戦術だけでなくその打ち手の心の奥まで読みきることや向かい合わねばならないほどの敗北をするためであり、時に高みの見物をしていた安永や及川すら追い込むこともある。また、中には須賀のように見事な闘牌で魅了し、再戦させる者もいる。また、非常に特殊なケースとして石川（後述）との対戦では彼と同じスタイルで技術戦を挑み、順位を譲りつつも同じ打法で相手の上を行ったということもあり、これについて「トイメン（石川）に勝つかどうかは金額ではありませんので・・・」と説明している。
彼自身の目的は、敗北者を見ることと思われ、浮いても勝ちたい者・2着に妥協する者には屈辱の浮きを許している。
たとえ一瞬でも、自分と同じ次元で戦える相手のことは実力を認めるらしく、打ち込んで微笑んだり、極めてまれにだが彼の方から名を尋ねることもある。それどころか、見所のある相手の成長を促す打牌をすることすらある。
トップ目のオーラスで強引な手作り連荘や山越しで相手のクビを切る（ビンタなどで基準点未満にして、自分の収益を増やす）ことすらある。しかし、大金を求めているわけではなく、タネ銭は帯封のまま紙袋に入れるなどして無造作に持ち込む（数百万から数千万）。勝ちで得た金は、作中で明示されている分だけで十億円を越え、及川からは白紙小切手を受け取っているが、彼がそれらの金を麻雀のタネ銭以外に使うシーンはない。金は駅のコインロッカーにしまわれている。ただし、明らかに銀行から引き出してきたと思われる封のされた新札の束を取り出す場面もあった（第2巻）。そして、相手から払える限度額を見抜く眼を持っている。
生活感や人間らしさが全く無いと作中で言われており、「ふり向いた時や角を曲がって見えなくなった時には姿を消している」「有毒ガスが効かない」「人の死に際の夢に死神として現れる」「怨霊と打って勝つ」などの人間離れしたエピソードもある。タバコを吸う以外で食事をとったり眠ったりするシーンは（対局間の休憩時でも）一切ない。また、作中では安永が今よりずっと痩せていたころからかなりの長期間にわたって麻雀を打ち続けていることが確認されているが、加齢した様子も全く見られない。それどころか、傀を知らない人からすれば高レートの場には似つかわしくないほどの若者にさえ見られる事が少なくない。
第403話「さとり」にて、相手の心を読み、逆に相手から心を読まれなくする能力を持っている可能性が示唆された。
どこへ行きどこで打つのかは己の意思によってのみ決まり、他人に「ここで打ってくれ」等と頼まれて打つ事は基本的に無い。よく傀へのメッセンジャーとして利用される安永でさえ、「この店に獲物がいる」と言う情報を傀と出会った時に流すだけで、本当にそこに傀が現れるかどうかの保証はない。ただ、傀との対局を望む者自身からの誘いであり、傀もそれを相手として認めた場合は、場を改めて指定した場所に呼び出される事はある。例外として及川からの依頼からは呼び出されて頼まれて打つ事をしているようで、及川自身が「ギャラでへぼと打たされる」と表現するような対局にも赴いている。
『むこうぶち』の名で呼ばれる通り完全な一匹狼でありあらゆる組織と関わりを持たないが、及川と劉の2人には義理があるような様子を見せる事がある。とある商談代わりの麻雀の場では、及川でも劉でもない第三者の陣営の代打ちとして参戦したが、その勝負は単に勝つのではなく、途中で雇い主が死んで勝負続行不能になったことによる違約金と言う形で莫大な勝ち金を得、勝負そのものは及川と劉の2人勝ちになるように譲っており、これを及川と劉は「自分たちに『自分を手駒にすることはできない』と言う釘を刺しつつも義理を欠かない形で落としたのだろう」と推測していた。
傀の正体については厳密には不明であるが『麻雀破壊神傀 姫神の闘牌』にて作者のインタビューが掲載されており、そこで傀の正体についての言及がある。傀の正体については実写版の方で傀役を務めた袴田吉彦も同様の事を聞いており、傀の正体については「麻雀の妖精です」と回答している。傀の正体について直接的な言及はこの質問位であるが、この回答に「ん～、人間に見えてますけどね～…」とも回答している。このように傀の正体についてはとりあえずの所、麻雀の妖精であった。事実、傀の姿をビデオ撮影するとそこだけノイズが発生し、姿が映らないとされていた。傀のモデルについては麻雀プロの安藤満と上記掲載誌でされていた。

及川 勝依（おいかわ かつより）
通称：及川翁。大企業の会長（作中では「社長」と呼ばれる）にして相撲部屋「伯洲部屋」のタニマチ。裏では政界のフィクサーとも噂される。軍隊時代は少尉の地位にあった人物で、当時の部下とは年に一度の戦友会を行う。
傀の闘牌に魅せられており、傀を自分の中ではアイドルという位置づけで傀が遠くで打つと聞けばおっかけて来たりもする。作中、傀とコンタクトを取れる数少ない人物のようで、大勝負見たさに自分が見込んだ相手と引き合わせたり、何らかの会合に傀を混ぜて敗北する姿に器量を見極めることもある。また、戦友会で部下の負け分を立て替えても笑って済ませられる財力をもつ。
後に「少尉」は通称で、実際は海軍陸戦隊に出入りするいち業者に過ぎなかったことが判明するが、「及川機関」で戦前の北支派遣軍を支え、隠匿物資で成した財を保守大合同で惜しみなくバラ撒いたことで、昭和の政商として名を成した。

### 水原祐太と関係者
水原 祐太（みずはら ゆうた）
元競技麻雀プロの青年。第一話で安永と対戦し、競技麻雀で優勝を収めるも納得のいかない勝ち方をしてしまう（トップ目から安永の見逃し山越の親倍に振りこんでしまうが、それを他家の安手頭ハネで命拾いして優勝を拾った）。元々研修生の身で正式なプロではないにもかかわらず勝ち進んでしまい当時の理事に疎まれていた事に加え、このような勝ち方をして「ラッキー勝ち」と揶揄されたことでその理事に暴力を振るってしまい、タイトルは剥奪される。その後安永に「東空紅」に連れて来られ、そこで傀の麻雀を見て衝撃を受ける。それ以降「東空紅」へ通い、彼の強さの秘密を探ろうとする。「東空紅」ルール（東風戦アリス）での勝ち方を見つけ、勝負に勝つようになる。が、その直後忽然（こつぜん）と安永の前から消息を絶ち、長い間行方不明だった。
13巻で母の死を機に旅に出て大阪・九州に行き、代打ちになっていたことが判明。風貌も大きく変化した。東京に戻り安永と再会し、傀と戦うこととなる。西日本仕込の完先麻雀で手役確定思考が強かった。しかし傀に弱点を突かれて翻弄されるも、自分の打ち方を対局の中で進化させていった。
代打ちで培った雀力は傀も認めたらしく、傀に対局後「…名は？」「…水原祐太」と名前を尋ねられた作中唯一の人間である（他の傀と渡り合えた相手は、名が売れていたり卓入りする際などに名乗る機会があった者もいる）。
さらに20巻での傀、安永、友人のジョージとの激闘ののちに、ジョージとともに日本全国を巡り麻雀を打つ旅打ちに出た。
門前派であるため鳴き麻雀が苦手であったが、傀、安永、ジョージ、日蔭など様々な強敵との対戦を重ねるごとに、その弱点は徐々に克服されており、今なお進化し続けている。傀の強さを目指し、対戦相手の打法を真似つつオリジナルを加えている。最近ではノガミの秀と親しくなり、妖怪の『鵺』に例えられた。
また、日蔭との対局中にも、「傀さんのように打っているんだ」と述べる場面があり、傀を強く意識し、目標としていることが感じ取れる。鉈切が主催したTV企画に一般参加者として参加し、カーテンで仕切られ私語も禁止され表情やアイコンタクト等を封じられた条件での対局においては、黒ずくめの服で訪れた事に加え顔が写っていなかったことから、「傀さんのように打ってみた」としてモニターごしで観戦していて傀との対局経験がある鉈切に「傀がきた」と思い込ませている。集中が極限に達した時、傀がいないにもかかわらず「ああ…人鬼はそう打つのか…」と傀の手筋の幻を見るなど、「むこうぶち」に近づきつつある。
この作品ではほぼ全ての話に傀が登場するが、まれに傀がまったく登場しない回もあり、その場合は話の中心には水原祐太が存在していることが多い。このことからも、この作品において祐太がかなり特殊な存在であることがわかり、本作の第二の主人公とも言うべき存在である。
性格は登場初期は一見、謙虚な物腰の内に熱く感情的な一面を秘めたものから、再登場時は飄々（ひょうひょう）として人懐こさと少年らしさが見え隠れさせたが、内に秘めた意地は変わらず、勝負時に表に出る。
旅打ちの中、傀の立つ「むこうぶち」を目指す。
バブル崩壊後は麻雀雑誌のライターや漫画原作者の仕事もしていたが、ヒットには恵まれず、2008年の時点では消息不明となっている。
条二（じょーじ）
ごつい体格と坊主頭が特徴の青年。体育大中退の元レスリング選手。裏メンをして稼いでいたが水原祐太と友人になったことがきっかけで傀と対戦し敗北、祐太と二人旅打ちに出る。雀風は鳴き麻雀一筋だが安易な速攻ではなく、染め手傾向に多く字牌を絞るため、プレッシャーを与えて相手の足を止め高い手作りをする重厚な打ち筋。
左手マヒの麻雀狂や流浪の裏プロ・日蔭との邂逅を経て打ち手としての「線引き」を考えるようになる。かつて大学のレスリング部で、自分に実力が遠く及ばない先輩の事を自分がどう思っていたかを思い出し、今の祐太が自分をどう思っているのかを悟る。ある雀荘のママと深い仲になったことで傀の領域を目指して一線を越えていこうとする祐太を見送る。祐太からの友情に複雑な感情を抱きつつも、その後も連絡を交わしている。

### プロ雀士

#### 表
安永萬（やすなが ばん）
声 - 玄田哲章（ゲーム版）
表と裏の世界を行き来するプロ雀士。作品中、傀の次に登場回数が多く、狂言回しを務めることも多い。初登場時は五段だったが、後に六段に昇段した。過去、当時表の賞金が安かったために裏が主戦場で、他家を操ってトップを確定させたり数局で相手の勝ちのフォームを崩したりと「自分に勝てる者はいない」と自負するほど強気の打ち手だった。しかし初めて傀と対決した際、最初はトップを取り続けたが、傀の鳴きによって流れを奪われ追い詰められ、所持金の底に焦って浮きの確保だけを目的に二着キープに徹した結果、それが雀風として身についてしまった。それを傀の呪いだと本人は思っており、傀からも「単に沈まないだけ」と評され表プロの闘牌ではここぞという時に勝ちきれない弱点を持つ。あるいは、勝利しても何らかの形であや（スポンサーを怒らせてしまった、傀と借金をして闘牌し、賞金はほとんどその返済に消えた）がつく場合が多い。バブルの弾ける平成元年に癌になり、酒も煙草も断ち闘病生活に入る。痩せた姿を隠すためにマフラーを身に着けて表には現れるようになり、後にバブル崩壊直後に死亡している。傀のモデルは安藤満とされており、晩年の食道癌との闘病など安永との類似点も多い。
雀力はプロ雀士としては強いが、傀には及ばない。傀の強さについて研究し、秘密を探ろうとする。しかし傀に肉薄する打ち手の心の闇を知る都度、自分に欠けているものがあると思い知らされる。
全雀連に属し、理事として若手プロ雀士の育成に努めている。表では意志を持った門前志向の打牌を通し、「メンチンの安永」の異名とともに慕う者も多い。見込まれた若手は伸びるが、にらまれた若手は長続きできないらしい。若手プロが一人前になれるかどうかの試金石として、あえて傀と戦わせることもある。
裏では高レート雀荘で金を稼いでいる。こちらでは鳴きも存分に使う。二着狙いの闘牌が結果として大勝を避け、店からも客からも嫌われていない。
都内雀荘において顔が広いため、賭場荒らしが現れた時などに相談役を頼まれる場合がある。表プロとして手が出せない、自身でも倒せないほどの相手に対しては、傀をぶつけ、傀の闘牌に合わせ、相手の手口や突破口を見抜いてから、その標的に勝つことも多い。
上記のように、自分を慕う者との義理を裏切れないため、全てを振り切って突き進めない自分の甘さを自覚し、葛藤を抱くことも多い。傀も安永の顔を立てることが多いのは、情けなどではなく安永が自分に何度も挑戦、あるいは獲物を提供させるための布石としてである。
裏において傀と同卓する機会が多いため、しばしば傀のメッセンジャーと思われているが、彼自身も傀と直接連絡を取れるわけではない。雀荘にあらかじめ連絡をとって、傀が現れたという店に安永自身が足を運んで用件を伝えている（それでも傀が来るかどうかは傀自身の意思による）。その一方で傀を呼ぶコツは誰よりも把握しているという自負がある。
母子家庭であったらしく祐太に目をかけているのもそこが共通点であるから、というのが一つの理由。
最晩年、若い頃は「小岩の番長」と呼ばれ、夜学に通う硬派の苦学生だったことが判明するが、秀の女の一人に手を出して詫びを入れていた因縁が語られた。その一方で、死後に洋ピン好きでブルーフィルムを収集していたことも語られている。
多河 巧典（たがわ よしのり）
元暴走族で安永の後輩。漢字が苦手。だが真面目な性格で、安永を慕っている。傀との対戦以降、登場ごとに雀力が付き強くなっている。若手プロ中心の有志団体「青龍會」の指導者的立場。昼は実家の中古車屋に勤めている。
傀を知ってからは彼の強さを目指すようになり、幾度かの対局の中では読み合いの末に傀に直撃を当てるまでになり、傀も満足げだった。作中で見られる限り、傀が「御無礼」を言い出して仕上げた後にそれを覆して一撃を入れる事に成功した唯一の打ち手。安永にもそれを以って「これからは弟子ではなくライバル」と一人前の認定を貰っている。言動の端々に樹村潤子に思いを寄せている様子がうかがえ、仲間内でもしばしばネタにされるようになってきている。
一時は全雀連の理事まで務めたが、バブル崩壊後に全雀連が分裂解散したこともあり、2008年には実家の中古車屋を継いで、経営を立て直している。プロ雀士としての活動は休止しているが、結婚した妻は文筆業を続けている。
樹村 潤子（きむら じゅんこ）
全雀連所属の女流プロ。プロ雀士としてタイトルも持っているが、かつては効率打法と勘麻雀を併せたような説明不能の打ち筋で、見た目も化粧っ気が無く地味で、強くはあるものの華が無く売り出しにくい女性プロだと言われていた。安永の引き合わせで傀と戦い敗れたものの、吹っ切れて自分のスタイル「すっぴん打法」に目覚める。以来、見た目も華やかになり、打ち筋の解説を求められても解説できるようになるなど、プロとして活躍している。
無意識に高度な河・捨て牌読みをしており、効率より決め打ち傾向の強い感性タイプである。変則ルールに対応する能力も高く、定例会で「3つの役縛り」という変則ルールで打つ事になった際、誰もが平和や役牌などの良く使う役を3つ設定したつもりが思い通りにできず苦戦していた所、彼女は「七対子・混一色・タンヤオ」という予想外の3つを即答し、打ち切って見せた。
他人の眼（特に傀に対して）を気にし、受け気味の性格によって詰めの甘いミスを重ねる傾向がある。そのため裏の猛者と戦うにはまだまだ力不足で、作中でも一時は2万点以上のリードがありながら日蔭に敗北、さらに傀に挑戦しようとして失態を重ねてラスに転落している。後にOLとの兼業からプロ一本へ転進。しかし、麻雀だけでは食べていけないので、エッセイを書いている。彼女もまた多河を意識している節が見られる。
藤永 太郎（ふじなが たろう）
全雀連所属のプロ雀士で、「青龍會」の中核的存在。効率打法を得意としているが、闘牌レベルは安永や多河のそれより数段劣る。また、効率ではなくターツオーバーでの選択や危険牌の先切りか絞りなどの勘で選ぶ局面では大抵裏目となることが多い。そのため、近代麻雀掲載の何切る討論では悲観主義な欠点を持つ。傀との初対戦では呆気なく負けたが、本人は傀の闘牌の凄さに気付かず「効率を無視したツキ野郎」と思っていた。ところが19巻では一転して傀を「さん」付けの敬称で呼び、その次の登場21巻では傀を日本代表と例える場面が何度もあった。藤永の傀に対する考えがこのように反転した理由や描写は一切無い。その後もちょくちょく登場しては、他エピソードで傀と対戦する敵手に翻弄される役回りを背負っている一方、張の実力を素直に認めて青龍會に引き入れる器量はある。
プロ雀士としては別に、出版社に勤務し、潤子の担当編集をしている。
須田（すだ）
「青龍會」に所属している中核的存在。藤永と同時に登場するが、彼に比べて作中で出番は少ない。傀との初対局では彼の闘牌の凄さに気付かなかったが、藤永と同様にエピソードもなくいつの間にか他の登場人物と同様に彼を畏怖している。近代麻雀掲載の何切る討論では根拠のないオカルトは信じず、効率とセオリーに縛られ柔軟さに欠ける欠点を持ち、一種のパズル問題には弱い。
張学基（チャン）
雀荘で働く中国残留孤児の3世。中国麻雀で鍛えられた巧みな鳴きを駆使しての素早いアガリを得意としており、プロ雀士の藤永を圧倒した。その後傀と対戦し敗れるものの藤永から腕を見込まれ、青龍會に勧誘される。洞察力が鋭く、他人が雀荘で打った時の話を聞いただけでその雀荘に仕掛けられていたイカサマのカラクリを見抜いたりもしている。近代麻雀掲載の何切る討論で、天然かわざとか時事ネタをよく口にするユーモアがある。
鉈切 初男（なたぎり はつお）
元塾講師。全雀連所属だったが、織田・高山らを巻き込みクーデターを起こす。タイトル戦の決勝卓で3対1の安永包囲網を敷くも、前夜に傀と打ち、対策と勘を研ぎ澄ませた安永に逆転勝ちを許してしまう。その後傀とも同卓し、安永を意識するあまり手痛い敗北を喫した。現在は東北地方を中心に活動するプロ団体「アックスボンバー」の主催者を務めている。場の状況をみて山の残り牌を読む派で、初めての高レート東風戦でわずか三局で対応するなど実力は高い。昔の安永にあこがれて安永の牌譜を集めて研究しており、昔の安永と似ている打ち方も行う。
クーデター後も巧みに安永など全雀連からゲストを引き寄せようとする判断力、塾講師時代に培った演説のうまさ、老若問わずに引き寄せるカリスマ性など、運営手腕には確かなものがある。
織田 一樹（おだ かずき）
全雀連所属のプロ雀士。実家は会社を経営しており、いわゆるボンボンである。名声欲しさに同じプロの佐藤を買収し、イカサマを使って優勝をかすめ取った。それに怒りを覚えた安永は、彼らを高レート雀荘で傀と戦わせることにした。
うぬぼれ屋で、安永を「過去の人物」と見下す一方、自身はすぐばれるようなイカサマばかり繰り返す。安永いわく「プロとしても人間としてもまがいもの」。同行させられていた佐藤は元々片八百長行為に後ろめたさを感じていた事もあり、イカサマがバレている事にすぐに気づいて戦意を喪失していたため、織田が買収に使った小切手を吐き出した所で途中で帰されたが、織田はうぬぼれていてイカサマがバレている事にすら気づかず、しかも大量の小切手を持っていたため帰してもらえなかった。
その後も八百長疑惑の汚名を受けながら全雀連に所属していたが、鉈切の誘いに乗って全雀連から退会、新天地での再起をもくろんで安永と敵対する。この時の彼の雀風は鳴きによる速攻派。鉈切の起こした新団体アックスボンバー主催の大会にて安永を負かすという目的の下、鉈切と織田を含めたアックスボンバー側の選手3人と安永1人という構図の決勝戦に臨んだが、鉈切がトップを取るという目的で進めていたのを後半で「安永さえラスなら自分がトップを取ろう」と暴走し始めてて包囲網を崩してしまい、それが安永の1対3対策に嵌まることになり敗北を喫した。
その後もアックスボンバーに所属し続けていたが、プロと一般が同卓する企画の番組で祐太と対戦し、翻弄されることとなる。

#### 裏
三橋 秀俊（みつはし ひでとし）
「上野（ノガミ）の秀」の異名をとる赤ドラ麻雀専門の有名な裏プロ。また、コンビ打ちのサポートとしても高い実力を持ち、雇われを受けている。幾度か傀と対戦する。機嫌が良いと歌い出す癖がある。
初登場は金貸しの深沼に助っ人として呼ばれて途中で卓に入った時。この時は雇われサポートとして深沼のサポートに徹しており自身の麻雀を打つ事は無かったが、それでも自身のサポートを完膚なきまでに潰して深沼を殺して見せた傀の腕に対して敗北感を覚えたようで、この時から再戦を願っている。
中古品屋を副業としていたが実際は盗品を流していた窃盗犯。ある「仕事」の日も盗みに入った後に麻雀を打ちに出かけていたが、そこに傀が現れて再戦が叶う。最近普及し始めた赤入りルールの卓で「赤使いなら誰にも負けねえ」と自負して挑んだが、傀にはそれらを全て上回られて赤を使ってハメられて敗北。
傀に負けた夜に逮捕されたが、敗北の教訓で素直に罪を認めて執行猶予の判決が出た。拘置所を出た後も、安永を通じて傀にリベンジを挑んだり、チップ麻雀の時に偶然傀に出会って勝負したりとたびたび登場している。傀の麻雀を研究しており、傀を彼なりに認め、尊敬してもいる。
出所後はスナック経営の中年女性（通称：ロザンナ）のヒモを生活の基盤としていたが、安永と最後に対戦した頃には、いつの間にかスナックのマスターになっており、ロザンナとも内縁の夫婦のようになっていた。この頃には裏プロとしては引退状態と自称しており、身柄を預かっていた祐太に任せるケースも増えていた。
安永にとっては己の暗黒面のような存在。「表に未練がなかったらアイツみたいになっていた」と言わしめている。安永とは対立しているものの奇妙にウマが合い、そのやり取りはまるで掛け合い漫才のよう。安永と同じく母子家庭だったようで、祐太の母に関するエピソードを安永から聞かされ、元々涙もろい性格だったこともあって対局中にシンミリきてしまい打牌をミスした事もある。後に小唄の師匠だった叔母に育てられたことが判明しており、稽古に来る芸者たちに可愛がられていた。そのためか、若い頃は「上野（ノガミ）の愚連隊」と呼ばれながらも、女性の扱いが上手い軟派だった。安永とはその頃からの因縁で、安永が女の一人に手を出したことから、一年間、「秀兄さん」と呼ばせていたこともある。
15、16巻で自分の技術が仇となる森江とのチップ麻雀に大苦戦しているところにも傀が現れ、そこで傀を利用し浮きの2着をかすめ取った。しかし、「この勝ち方は確かに屈辱的だ、安永もこんな気分を味わっていたのか」と落ち込み、表のプロとして生きられる安永を羨みつつ、傀を追いかけ2着を狙うことはもうしなかった。
スピンオフ作品『むこうぶち外伝 EZAKI』では、江崎と対戦するエピソードが描かれている。1局遅れて登場し、ハンデを与えながら得意の赤麻雀で翻弄。一方、江崎に赤を使った返しを受け、互いに傷を付け合いつつも二度と会うことはなかった。
「レッドドッグ ノガミの秀」では主人公として登場。この時は34歳で、「上野の秀」と呼ばれていない。ヤクザに目をつけられ、大阪へ逃げ出した彼は赤入り麻雀と出会い、牌工場の社長に勝って関東にも広めるよう助言して上野に戻る。
巫 藍子（かんなぎ あいこ）
裏カジノの女ディーラー。「キラークイーン」と呼ばれている。興味のない人間には声をかけられても無視するなど冷たく傲慢な性格。過去の交通事故で足が不自由なため車椅子に乗っている。まるで次のツモが分かっているかのような鳴きによるツモ操作をするほどに場の流れを読む能力を持つが、他家の都合まで把握しきれず想定外の行動をされてしまうなど、傀と比べてしまうと劣る。
傀に勝負を挑むも傀に「当たる価値が無い」とロン牌をスルーされ、ツモに徹せられ、相手にされないことに動揺し、流れを奪われ、最後にやっと相手にされ、喜んで負けてしまう。これは巫に限らず、傀と戦った女性雀士には多い負け方。
これ以降彼女は傀に夢中になってしまい、16巻で再会し、勝負を挑んだ。
流れ読みの鋭さが前回の対戦よりも鮮明に描写され、傀とほぼ互角に渡り合えるほどの力を持っていることがわかる。ただし、他家も駒として扱う点においては傀に遠く及ばないため、この対局中、巫は常に傀の手を完全に読みきっていたものの、同席していた安永や彼女の父のせいで傀にアガられてしまうという場面が何度もあった。
政界の大物・鉢黒剛毅の実子。ただし芸者に産ませた子であり、鉢黒には他にも多数の子供がいたものの、成人まで生き残っている実子は巫だけ。昔は母子共々鉢黒 剛毅とは険悪な仲だったようだが、ある日事故に遭い母が死亡し、彼女自身も足を失うなどの重傷を負うと共に記憶喪失に陥ったことにより、今は鉢黒に対しては「父であると知っている」以上の感情を持っていない。ただし記憶喪失で感情がプラマイゼロに戻ったことによって鉢黒から跡継ぎにする事を目論まれており、その干渉から逃れたがっている。
鉢黒と共に傀と戦った時は鉢黒と差し馬をしており、傀には敗れたものの、父との差し馬には勝ったため、跡継ぎ問題から解放される。
その後、バブル絶頂期に神田ビルにて傀、江崎、水原と対局。対局の最中に鉢黒が亡くなったことにより予知能力と傀と関わった記憶を失う。その後、ラスを引き、鉢黒の後継者として会社を継ぐことを選ぶ。
日蔭（ひかげ）
裏プロ。「氷の男」と呼ばれている。麻雀渡世で地方や東京を巡行し、ホテル暮らし。冷静な効率重視の打法をする。能面のように無表情でいることが多いが、内心は感情の起伏が大きく、闘牌を楽しむ一面を持つ。
初登場の際はジンクスを非常に重視しており、いつも決まった期間だけ同じホテルの同じ部屋に止まり、機械のように正確なスケジュールで日々をこなしていた。ある時自分がいつも泊まっていた部屋のフロアに団体客がいたため別の部屋を案内された際は、フロントの案内を無視していつもの部屋を用意するよう強要するほど(日蔭が頻繁にホテルを利用する常連かつ上客だったため支配人判断でいつも通りの部屋に戻してもらっている)。
傀に自分と同じ匂いを感じ取り、勝負を挑み最初はトップを取り続けたものの勝負の最中、自分のホテルが火災に遭っていることが分かって動揺し、また傀に自身の打法を逆手に取られた迷彩の直撃で最後は冷静さを欠いて大敗を喫し、麻雀の負けとホテルの火災で全てを失うこととなる。
その後再び東京に姿を現し、ただ和了や点棒だけでなく相手の心を折ることが勝利の最適手段と学び、状況の変化を計算、同卓者と会話しながら相手の懐や性質の把握、挑発などをするようになる。裏で遭遇した樹村潤子プロを下すが、またもや傀と遭遇し序盤はリードをしていたもののレートアップ後に連敗を喫してしまい、自ら勝負を降りたため破滅こそしなかったが獲物を傀に横取りされることになる。
さらにその後、地方を巡行中に水原祐太と遭遇し、雀荘で勝負をすることになる。勝負は長期戦となり、最終的には一概にどちらの負けとも断じられないような結果（勝ち数は祐太が上で最後に役満直撃させたが、勝ち金は日蔭の方が上）で、明確な勝敗はつかないまま別れることとなった。
再登場の度に確実に実力を上げているが、傀との戦いはかなりのトラウマになっている様子。しかし、彼へのリベンジは諦めておらず、勝利の暁には傀の無様な姿を晒し者にしようと考えている。闘牌した祐太には「効率重視打法を徹底すれば傀が相手でもトータルでは浮く筈だ。ただし、傀の居る超高レートの場に長期間参加し続けることが出来るならば」と評されている。傀との敗因は自分を崩したこと、過去二度の敗戦はいずれも傀からのレートアップを受けてからの逆転負けだったので、あながち間違いとは言えない。日蔭のスタイルは生活のための戦法ゆえに一局だけの勝利に全力を注がないことであり、それが弱点でもあり長所でもある。
スピンオフ作品『むこうぶち外伝 EZAKI』では劉の卓を訪れ、劉の罠を潜り抜けて実力を見せつけて江崎と対戦。徹底した氷の打牌で序盤は独走するが、江崎の揺さぶりに苛立ち始めて氷の冴えを崩す。最後は地和で逆転するも、実力の勝利ではないと卓を去る。そして、「むこうぶち」となることを語る。
勝田 教導（かつた のりみち）
裏プロ。茨城では無敵の腕で、高レートの雀荘を荒らしまわった茨城ナマリのチーム「水戸グループ」の兄貴分。一見、男らしい姿を見せているが、それは虚栄心の現れである。剛腕麻雀の打ち手で、決め打ち傾向が強く、裏目やミスもツモで修正する引きの強さを持つが、それ故隙が多い。グループの子分が傀に大敗して金を巻き上げられたのを聞き、それを回収するために東京に訪れる。
傀と対峙した時は、同卓したグループの子分らがそれまでと同じように通しを使おうとしたのを叱りつけて止めさせて真っ当な勝負を挑む…と見せかけてやはり通しを行っていたが、それを見抜いた傀に「これを差し上げるので本当の勝負をしましょう」と現金を差し出されて挑発され、受け取れば金の回収という当初の目的は達成できるが通しをしていたのを自ら認めるも同然になる、と言う二択を迫られる。勝田は金を掴んだ上で勝負を続行し、グルだった雀荘のマスターが何度も通してもそれを見ずに勝負に熱中して傀に大敗を喫し、さらに意地を捨てた瞬間まで討ち取られて「マイナス千円の価値の男」と評されて自信を失った。
その後弟子である国田を引き連れて再登場した。しかし傀に対する恐怖は根強く、彼に遭わぬよう東京でも地方の賭場に現れて攻め一辺倒ではない新しい打法を見せている。その打法は以前より良く言えば慎重な、悪く言えば臆病な傾向の打ち筋を見せた。だが結局は傀に再会し、周囲の流れと引き際の見誤りで勝ち頭同士の場に立たされてしまうこととなる。最終的に傀の抑えた闘牌を不調と勘違いして押し引きのタイミングを外して敗れ、負け分が一万円分足らなくなった（実際には勝ち分を確保するため衣類の下などにいくらか金を隠していたが、それが知られれば赤恥をかくため取り出すに取り出せなかった）。対戦後には傀から「今度はマイナス一万円」と見下された上、国田も傀に魅せられてしまい不足分を手切れに勝田の元を離れていくという散々な結果となった。
その後、虚栄心の強さのために借金を背負いこみ、今度は舎弟ではなく借金取りを連れて地元で勝負している最中に地方を巡行中の水原祐太と遭遇して対戦する。そこでは、傀との闘牌を宿命のライバルとして勝ったり（序盤の見に徹する半荘を都合よく言っているだけである）負けたりと自慢話を語りながら格下相手ということで弱気を見せることは無かったものの、見栄を張りたがる性向のために失策を冒し、それを祐太に見抜かれて逆転負けを喫している。そこから、祐太の実力を知って再戦を挑もうとするも、残金が借金の回収分だったために見苦しくタネ銭を借金取りに回収されて、勝負出来ずに終わった。
再登場する強者は成長、あるいは何らかの形で傀に対策をもって登場することが多い中、彼だけは登場の度に小物と化しており、祐太には「お手本にしたらダメな雀ゴロの成れの果て」と評されている。
山下（やました）
千葉と接する都内・葛飾に賭場を持つヤクザ一家の代打ち。組長の妾の子であり、常に辛酸を味わいつつも組を守っている立場にある。
卓上のツキを測るのがうまく、冷静に場の流れを見極めてトータル10回戦（目的は単純な1着取りではなく、外ウマから寺銭の兼ね合いなど順位調整含む）での強さは関東最強を自負する。自らの仕切る雀荘賭博に現れた傀に終盤で追い込まれた経験を持つ。その後、相手が傀と知り、出禁と領土拡大の野心を抑えることで組と賭場を守る。のちに関東の外で再び傀と対局した際には経験を活かして戦ったが、ツキの調整に腐心したあまり自らの調子を崩し、連勝する傀の陰で恥も外聞もかなぐり捨てて二着狙いに甘んじる屈辱を味わった。
1度目は勝田が同卓したおかげで彼が標的となり、2度目は二着狙いに苦心するなど、結果的に同卓しながら直接対決を避け、自身のプライドを除いて大きな傷や破滅を免れている。
その後、入院した父の指名により組長代行を務めるが、父の死後正式に組長となった。
塚田（つかだ）
関西ヤクザの代打ち。組の金に手をつけ、それが露見したため穴埋めのために吉井の賭場で一発逆転を狙い参戦する。本手より躱し手で冴えるタイプなのだが、後がない焦りから傀に翻弄されほとんど手持ちを失い、闘牌の途中で逃亡するが、追っ手に捕まり、事故死に見せかけて殺害された。
後に住之江紀子の話で亡霊として登場し、彼女に適切なアドバイスをしている。

### 東空紅
河田（かわだ）
赤坂の雀荘「東空紅」のマスター。かつて「東空紅」は高レートも手がけていたが、好景気によるマンション麻雀の台頭で現在はアリス麻雀による低風速の道を選んだ。高レートで有名な傀や安永が、そんな自分の店を今でもひいきにしてくれることを「雀荘冥利」と喜んでいる。物言いがやや文学系チック。
バブル崩壊後は不景気の中で高い店賃を払うため、変則インフレルールの三麻の店に改装。自身が打ち子に入るギリギリの経営状態の中で傀が現れ、自身が潰される側になったことを皮肉に思いつつも店を閉める決心をした。
上島（うえしま）
「東空紅」の常連客で、本職はインテリアデザイナー。オカマのような口調で話すことが多い。マスターいわく「遊びがキレイ」で、一見の客も生かさず殺さずの闘牌で常連客に引き上げる凄腕。店で傀とは何度も対戦しているが、本人の言によれば、それは傀が最も多くの金を搾り取るためにわざと完全に殺さなかっただけで、トータルでは高級外車が何台も買えるほど負けている。しかし、決して下手な相手にカモられないからこそなので、その腕は確か。
本業の都合で香港へ旅立ち、二度と傀と打つことはないと残念がっていた。
村田（むらた）
2浪2留に加え、最初に入社した会社は1年目で退職し転職しているため、一般的な入社2年目の24歳と同期になっているふとっちょの29歳の青年。「すんません」が口癖。
「東空紅」に通っている客の一人で、仕事が終わってから夜11時までという時間を決め、高くないそこそこのレートで毎日コツコツ打っている。麻雀の腕は間4ケンや筋などの基本的な知識こそあるものの安永曰く「お子様レベル」と言われる程度。しかし一方で"天然で深く考えずに打つ限りは"とてつもないツキを持っており、配牌が悪いことはほとんどなく、カンチャンがあってもすぐに引き、リーチをすればすぐにツモり、アリスも必ずつく。難しい局面ではしばしばセオリーからすれば無駄や暴牌に思える打牌をするが、他家が待っていたポン材を食わせてツモ巡が変わった結果逆に彼のアガリになったり、振り込むもののセオリー通りだったら本命ド高めの跳満だったのが5200点で済んだりなど、それらは全て結果的に正解だった打牌になる。
傀ともしばしば同卓することがあったが、元々の配牌やツモからくるスピードに加え、セオリーからすれば裏目を引いてしまいがちになる局面でも必ず正解の一打を選ぶため、彼が普段通っているレートの中では毎回傀にも勝ち越していた。
しかしある時、彼が子供のころから憧れていた「父親が乗っていたポルシェ356C」の購入の目処がたったがため安永に高レートの卓の紹介を頼み、そこで再度傀と同卓する。最初の方こそ天然で打てており順調にアガっていたが、高レート故のプレッシャーに加え、途中で傀が仕掛けた役もドラも捨てたカンチャンリーチに深読みしすぎて引っかかったことを切っ掛けに天然で打てなくなり、自分であれこれと小細工しようとして泥沼に嵌った結果、降ろしてきた貯金の大半を失ってダウンした。
なお負けはしたが、全額失う前に見ていた安永が止めたため破滅はしておらず、その後も元のそこそこのレートに戻って店には通っている模様。また貯金は失ったが、中古ポルシェを取り扱っている友人に普段からの誠実な人柄を見込まれ、残金を手付金として分割で結局ポルシェの購入はできたらしい。

### 企業家・フィクサー
劉（ラウ）
裏社会にも名の通った華僑の大物。自分のマンションで1000万単位の現金を動かす超々高レートの卓を立てている。同卓しては振らずあがらずの見物麻雀を行うが、その真意は弱者が破滅する瞬間を見届けたいためと、傀と遊んでもらうには、破滅させる相手ではなく対等に勝負を挑む実力者がいるべきだと知らなかったため。本気になった時の戦法として、罠を掛ける戦いを得意とする。江崎を一度は破滅させ、密入国船に送りこんだ人物。実力は未知数だが、少なくとも乾よりは圧倒的に上手。
役に立つものは誰であろうと自分の周りに置くが役に立たないと判断すれば容赦なく切り捨てる冷酷さも持つ。
日本のヤクザなど裏社会にも顔が利き影響力を持ち、商売相手や部下は人種や生まれで差別などはしない為か台湾マフィアからも畏敬されている。
乾（いぬい）
証券会社を経営する社長。劉の主催する高レート卓のメンバー。第4巻で初登場した時には劉と同様の見物麻雀を行い、「自分は銭金や勝負には退屈している」と述べて江崎の破滅を楽しんでいた。しかし第11巻で再登場したときには会社の金を使い込んで勝ちを狙い、一転して江崎と傀の勝負から漁夫の利をせしめようと参戦し、逆に他の参加者達から破滅に追い込まれた。初期の江崎よりも腕は上のようで決してヘボではないが、復活後の江崎や劉、傀といった面々と比較するとさすがに見劣りするようである。
鉢黒 剛毅（はちぐろ ごうき）
防衛産業に食い込む商社のトップにして、「保守党の裏番頭」と呼ばれる右翼の大物。巫藍子は馴染みの芸者に産ませた彼の私生児。血を分けた子に自分の後を継がせたいと巫を庇護下に置いてきたが、自由を望む巫と傀・安永を交えて麻雀勝負を行ったもののどちらにも敗北を喫した。打ち手としては大物らしい強運を武器としている。及川とも知己。
死ぬ前に巫を後継者に指名している。
小暮 幸男（こぐれ ゆきお）
米穀商。高利の闇金融に手を出してしまい、なけなしの現金を持って高レートで一発逆転を図るも傀に遭遇して無残に刈られてしまい、金融屋にウルトラCでツメられてしまった不遇な登場人物第1号。作中に描かれた限りでは特に悪人というわけでも闘牌が強いわけでもないのに、傀と同卓したばかりに全てを失った（もっとも、手の縮んだ闘牌でツキを逃していた上、同卓には質の悪い雀ゴロもいたのでたとえ傀がいなくとも大金を稼いで一発逆転が出来たかは疑問ではある）。なけなしの全財産を失った後も傀に無心するなど生き延びようと必死にあがいたが、死に金は回せないとあっさり断られた。
佐野（さの）
町工場の社長。かつては麻雀で食っていた凄腕の雀ゴロだったようだが、所帯を持って守るべき家庭を作ったことで勝負運を失った。にもかかわらず社長として工場のために尽力するでもなく麻雀で金策をするという発想しか出来ずに高レートに足を運んで負けが込み、無尽やトイチ、手形などで金策をしなければならないほど追い詰められていた。最後は傀に遭遇してとどめの大敗を喫し、自殺して自分の死亡保険金で手形の代金を返済することとなった。
結局、彼があれこれと走り回って金策したものの、結果的にできたのは手形を落とす事ができただけで工場を上向かせるほどの金は何も工面できないままこの世を去ったが、社長の座が妻に渡ることで工場は信用と活気を取り戻すという、彼がいなくなったこと自体の方が意味があったという皮肉な結果になった。
吉井 陶幻（よしい とうげん）
鄙びた海辺の町の実力者。元は漁師で現在は陶幻窯という窯元を営む陶芸家。一族は皆地域の要職に就いており、事実上の支配者でもある。高レート麻雀の胴元でもあり、欲に駆られた参加者たちが、自縄自縛に陥る様を蛸壺に嵌る蛸と評しながら傍観するのを慰みとしている。
ヤクザ者が大嫌いで山下達を内心軽んじていたが、闘牌途中で塚田に逃亡され、同時に土地の境界線に温泉が湧き出たことから負け越したまま中断してしまった。山下が去り際に「利権が絡めばヤクザより民間人の方がタチが悪い」と指摘され、事実多くの訴訟を起こされ不本意な日々を送ることになった。
後に塚田の弔い合戦に挑もうとする住之江紀子に面白半分ながら、傀の情報を教え、また彼女がなぜ闘ったのかその真意を悟り、嘆息している。
ルイス・ゴンザレス
カリブの小国、ミゲル・アンヘル共和国の日本駐在大使。本国であるミゲル・アンヘル共和国は内戦が続いており、本国に召還されないための賄賂用資金を得るため、治外法権である大使館の中で独自ルールを採用した高レートの麻雀『天使（アンヘル）の麻雀』を開催している。また、それらの危険に接触しないために大使館から一歩も出る事がなく、大使館内であっても『天使の麻雀』を開催する時以外は常に腹心と共にいる。
本国で軍部のクーデターが計画されていた日にゴンザレスの身柄を確保する事をクーデター新政府が目論んだが、クーデター決行の時刻である共和国時間の午後2時＝日本時間で朝4時の時点でゴンザレスの周囲を新政府側の人間だけにするには『天使の麻雀』をそれまで引き延ばす以外に無いため、アメリカ経由で新政府に協力する日本政府から工作員としてSPが、及川から傀が送り込まれる。ゴンザレスは自身が発案した特殊ルールへの習熟度のアドバンテージと、大使である事からくる豊富な資金で余裕を持った勝負を続けていたが、傀の巧みな誘導により桶山をパンクさせて勝負を終わらせるチャンスを逃し続け、傀に大敗を喫した上に朝4時まで麻雀を続けてしまい、クーデター首謀者が信じていた身内と知り裏切られた絶望を受けつつ身柄を確保され明日をも知れない本国に送還された。
桶山（おけやま）
三陵物産の営業課平社員。営業成績は最低、先方からのクレーム多数という絵に描いたようなダメ社員。時たま「ボケ山」というアダ名で呼ばれる事もある。仕事はできないが麻雀の腕は素人にしてはそこそこあるようで、社内の麻雀大会で賞を取った経緯と、身寄りのない天涯孤独の身であることから、『天使の麻雀』へ社代表として赴く役を任される。
素人にしては打てるとは言え、傀やSP、ルールの考案者であるゴンザレスに比べたら麻雀の腕は劣るようで早々にパンクしてしまいそうになるが、朝4時まで麻雀を引き延ばす目的があった傀およびSPの援護射撃を受けて何とかしのぎ続け、いくばくかの金を残したまま『天使の麻雀』を終わって大使館を出る。
その後の顛末は語られていないが、そもそもがそれまで防衛庁への納入業を独占していた四菱商事と鉢黒洋行が三陵物産に声をかけたのは、ミゲル・アンヘル共和国大使館を利用して談合を行っていた疑惑を逃れるために三陵物産に参入を許す代わりに談合に関する査察を一通り引き受けて責任を取らせるためであり、三陵物産はその条件を呑んだため、引責の一環でクビにされた可能性がある。
イッシィイン
某国の継承権11位の王子。日本に留学して遊び三昧の放蕩王子。
博打が好きで潤沢な資金で毎日遊び歩いている。才能はあるようでそれなりの実力も持つ。
立ち寄った雀荘で傀と出会い勝負するが、大負けし再戦しようとした所で、国王はじめ継承権10位までの王族が事故で死亡したニュースが流れ打ち切りを余儀なくされる。
傀の狙いは、王子が疑われない様に雀荘で麻雀をしていたというアリバイ作りの為の引き付けだったと思われる。
自分が政争の具にされる事を嫌い、あえて堕落した生活を送っていたが王位継承が決まった事で吹っ切れた。

### その他
江崎 昭彦（えざき あきひこ）
元悪徳不動産会社の課長。柔和な人柄を装っては人を陥れ、自分の利益を築いていた。傀の捨牌読みに自信を持ち、ラス候補として劉の高レートに連れて行くが、完膚なきまでの敗北を喫する。
当初は内心は他人を馬鹿をする事が多いうえ、追い詰められ破産寸前まで行くと見苦しい悪態を見せるなど小物悪役という体だった
その後、傀に麻雀で復讐することを支えに3年間密入国船で働き、3000万の借金を返した上で傀への再挑戦を試みる。劉から1000万借りてそれを元手に高レート麻雀に出かけるが、地獄のような環境を生き延びたせいか人間的にも大きく化けその間に身に付けた捨牌・流れ読みで、劉が想定していたよりも短い期間で1億もの軍資金を用意している。この途中で多河とも戦ったがあっさりと勝利しており、彼からも「まるで傀と戦っているようだ」と評されている。
そして大敗した夜と同じ面子で再戦に挑み、傀に勝つ事こそできなかったが傀と共に乾を食い殺し、劉の卓の住人となった。
その後は劉に認められて彼の下で様々な仕事を任され、請け負っている。劉が仕掛け人となる「むこうぶち」を迎える卓の一員となった。劉の賭場に復帰して以降は傀と共に挑戦者を食い尽くしてしまい、まともな卓が成り立たないほどの実力を誇っている。卓は4人であるため、劉と江崎、そして傀と互角に戦える「最後の一人」を待ちつつ、裏麻雀を続けている。実力の伴わない者が参加した場合、傀と勝負がしたくても「弱者」が先に喰い殺されてしまうからである。
速攻で鳴き（チー）をする時に「チィ!」と唇を尖らせて独特の発声をすることがある。ほとんどの場面でヘラヘラ笑っており、興味深い出来事が起こると闘牌中でも大声で笑う事もあるため、人によっては「真面目に戦っていない」「勝つ気が無い」等と思われる事もある。しかし本当に追いつめられると真面目な顔になる事もあり、劉からも「どこまでふざけたら死ぬのか知っているからふざけている」と評されている。
復活した後の実力は「むこうぶち」中でもトップクラスであり、麻雀に対して江崎なりの誇りを持つ。
悪徳不動産時代のものか密入国ブローカーのものかは明言されていないが、復活後は数々の罪によって指名手配をされている身だと言う。
江崎を主人公とした『むこうぶち外伝 EZAKI』がある。この作品の江崎はハーレーに乗って町中を移動したり、傀の「御無礼」と違い江崎は「グッジョブ」と言って和了。
後堂 公一（うしろどう こういち）
倉庫会社社長の娯楽担当秘書。当初は傍観者として卓の傍に立ちつつ社長をサポートしていたが、途中から麻雀に参加する。巧みに傀の勢いを抑え、トップ寸前まで行くも自身の勝利より社長の損失を抑えようとしたことが仇となり、後れをとってしまう。さらに彼の不足分の代理を社長が拒否して退職金から差し引いたことで、解離してその場で得た退職金5千万円を使ってさらに勝負を続け、体勢を立て直して傀と渡り合った。その実力者同士の高度な戦いが社長の運任せの打牌で決まってしまう事を惜しく感じた、たまたま居合わせた江崎が5000万払って勝負を中断させ、場を変えて今度は劉・江崎・傀と卓を囲んで戦う。彼らには今一歩及ばず最終的には退職金を10分の1以下にまで減らしてしまうが、その実力と引き際を誤まらず破滅を逃れた判断力は劉や江崎にも高く評価された。しかし、途中でノルマを達成しながらも彼等との勝負をやめられなかったため、傀にだけは「引き際を誤りましたね」と発言される。
その後は江崎と同様、劉の下で働き、華僑の資金洗浄用の会社で社長秘書をしている。通常の会社の業務の傍ら、劉からの指示で麻雀に関連する任務に出かける事もある。麻雀に関する任務の際はよく江崎とコンビになるが、互いに非常に似ていながら気の合わないことから、お互いを磁石の同極と感じている。実務に長け細かい調整麻雀が得意な一方で演技が下手な後堂に対し、調べ物が得意で演技したり裏をかく麻雀が得意な江崎だが、その性質の違いからか「2人一緒の任務だが詳細内容は江崎にしか知らされていない」「後堂だけが赴く任務かと思っていたらキナ臭さを感じ取った江崎が裏で動いて間に合わせる」等、江崎曰く「適材適所」と称するパターンが多い。
離婚経験ありで娘が一人いて、普段は別居しているが親子仲は悪くない。
深沼（ふかぬま）
トイチの裏金融を営む金貸し。上野の秀とは旧知の仲。非常に傲慢かつ高圧的な性格で、自分から金を借りた債務者を強引に誘ってはセットで打ち、負け客が出ればその客にも貸付を行っていた。国民学校時代の同級生・一郎が経営する新橋の雀荘を根城にしているが、後述する横暴な行動のために他の客や一郎の妻からは「蛭」と呼ばれて忌み嫌われている。普通の雀荘ならばとっくに出禁にされていておかしくないほどだが、一郎には彼の妻が子宮筋腫を患って当座のやり繰りに困っていた時に資金を用立てた恩があるため出禁にはなっていない。またこの時は法定金利の無担保という破格の条件を自ら提示している上、一郎にだけは比較的柔和な態度を見せる。
対局マナーは劣悪で、常に悪態を吐くだけにとどまらず、先ヅモ先切り、先ヅモ時にポンが入るとその時のツモ牌ではなく別の不要牌を山に戻すといったイカサマまがいの行為など何でもありの横暴な麻雀を打つ。さらに彼が連れてくる債務者は金を借りている深沼におもねり、深沼から出た当たり牌を見逃す等の利敵行為を働くため同卓した人間は理不尽な麻雀を強いられる。その本質は先ヅモの有無で手牌読みを惑わせ放銃へ追い込む理詰めの打ち手であり、昔は秀が「タフな相棒」と評するほどの腕だったらしい。
深沼を何とかして出禁にしたい一郎の妻から相談を受けた安永経由で傀と打つ事になる。「利害が一致した仲間」ではなく「飼い犬」に過ぎない同卓の債務者2人を援護してトップに立たせ欲を出させるという手で深沼のやりたい放題の構図を崩し傀が優位に立つと、勝負の最中でも壁役を呼んで露骨に傀の手牌を通させるなど抵抗するがそれでも傀が作った流れを崩せず凹み続ける。
ついには秀を助っ人として呼び寄せるが、この時我慢の限界を超えて帰ってしまった債務者の穴埋めとして所持金が少ない安永を同卓させており、図らずも彼を「深沼・秀のコンビと中立の傀相手に2着以上取れなければパンク確定」という窮地に陥れる。だが秀の的確なサポートも空しく、我欲で突っ走る深沼は傀の作り上げた流れとそれを見極めた安永の狙い撃ちの前に撃沈。持病の狭心症の発作が出て倒れたことで勝負はお開きになり、秀にも見限られた。対局後は一郎を前にしてトイチ経営や健康面での不安・家族が無く皆にも嫌われている淋しさ・妻と仲良く店を切り盛りする一郎への羨望といった本心を弱弱しく吐露しており、そして二度と店に来ないと告げた自らを許した一郎の恩情に涙ぐむその姿は、対局前からは信じられないほど小さくなっていた。
その後は主に秀に関するエピソードにおいて、回想で名前や姿が登場するのみとなっている。また『群れ』では、深沼の運を枯らした傀のノーテンリーチが放たれた5回戦東1局の牌譜を安永が青龍會の面々に披露しており、「青龍會代表でこの男と打ったら勝てるか」という題目の下で多河・藤永・須田の3人を傀と対決させている。この中で唯一傀に肉薄して「少なくともあの時の俺は越えた」と安永を唸らせ、また深沼戦で安永が取るべきだった答えを見出したのが多河であり、試合後は安永から「一人前同士」と認められるに至っている。
手積み卓の番人（てづみたくのばんにん）
サービスエリアに駐車した保冷車の荷台で賭け麻雀を開帳する老人。玄人（バイニン）の技術と映像記憶 の異能によって無敵の自信を得るに至ったが、誰にも負けない自信がついた頃に全自動卓が普及してしまったため、表舞台へ出ることはできなかった。手積み卓使用・実質イカサマ容認のルールのもと「麻雀狂最後の砦」を守っていたが、傀が現れたことでついに全力を尽くしての勝負をする機会を得る。しかし、ことごとく自身の技をすり抜けられ、積雪で車のマフラーがいつの間にか塞がれていたことによって一酸化炭素 が庫内にまで回ったことが原因で死亡する。
片マヒのおっさん（へんまひのおっさん）
保冷車麻雀の常連。当初は特に身体の不自由もなく左手芸 と積み込みを得意とする凄腕だったが、胴元の老人に言わせれば「半素人」。傀と老人の勝負に同卓しており、一酸化炭素中毒に巻き込まれ病院送りとなる。このため左手麻痺の後遺症を負うが麻雀を止めることはできず、郷里の温泉街で打っているところに旅打ちで訪れた祐太たちと対戦。ジョージに麻雀における強者の生き方を説いた。
桐谷(きりたに)
上半身に多くの刺青を持つ強面バーテンダー。不仲な義父により、借金の借用書を書かせるために客をトバす阿漕な麻雀を打たされていた。自身の勘に絶対の自信を持っており、聴牌気配を察知すると当たり牌を抱えたまま安手であがる変則決め打ちを得意とする。調子がいい時は他家のツモがその人の有効牌かどうかまで分かるらしく、ツモ順をずらして的確に当たり牌を引き込みあがるなど、もはや超能力レベルの勘の冴えを見せる。
傀と対戦した際は持ち前の嗅覚で振り込みを回避し、ハメ手で他家を操り優位に進めていたが、有利な時に仕掛けたハメ手は手を崩してでも躱しきり、リーチで仕掛けたハメ手には桐谷と同様のツモずらしでロン牌を送り込んで直取りする傀にじわじわと主導権を奪われ敗北。以前は判断ミスを犯すと右手に痺れが走っていたが、傀に敗れて義父・もとい相棒と和解してからはピタリと無くなった模様。
聴牌気配を察し、ツモ順を弄って他家に安手であがらせた時、自分であがった傀が「御無礼」と言うのに対して他人をあがらせた桐谷は心の中で「御苦労」と言う。
金吾（きんご）
馬券師。馬券のみで娘2人を大学まで上げた腕前を持つ。一千万を超える馬券を当てるが、虚無感を覚え有耶無耶な中競馬場の帰りに、勝負運を確かめる為に行きつけの雀荘に寄る。そこで傀と出会い勝負し結果負けるが、自分の老いにより気持ちの萎えに気付き博打から引退する決意をする。その際負けをその馬券で支払っている。本人は傀をイキな神様の使いと言っている。
鈴井（すずい）
城東大学の学生。麻雀研究会に所属しており、腕前は関東学生大会で個人優勝するほど。大学OBの経営する雀荘でバイトをしており、客として来た傀の闘牌を見て高レートの住人であることやその高レートに向けて流れを調整していることを見抜いた。のちに店長の高レート場で負け金の取り立てのため来店した際、傀と打つことになり傀の調整を徹底的に乱しつつ他家への牽制を行うなど高い技量を見せた。
須賀 忠（すが ただし）
元法学生。頭はそこそこ回り、楽して生きる新人類 。司法試験に落ち、周囲が就職を決めているところで東空紅で傀と出会い、ビンタ麻雀に挑戦する。最初は傀の非合理的な闘牌をツキ麻雀とにらんで勝てると踏み、同時にビンタ麻雀の打ち方に徐々に適応していくが、本領を発揮し始めた傀にタネ銭を根こそぎ奪われ、傀の実力を知ると同時には華麗な闘牌で魅了されてしまう。
後に大学を辞め、派遣や請負で生活を始めていく。その後はフリーターを行いつつ、同僚から麻雀で稼いでいるが、どこか麻雀だけで生きていくには思うようにいかない。傀と意外に遭遇することは多いが、現時点では及ばないため、傀との同卓は控えて観戦に回っており、いつか挑戦しようという気が言葉の端々からうかがえる。
あかね
裕太と条二が旅打ちをしていた時に居ついていた雀荘のママでシングルマザー。一回り年長であるが、条二と同棲中。雀荘を経営しているだけに腕はかなりのものだが、普段自分の店では打たない主義。条二には内緒で喫煙していたり、競馬に打ち込むなど地味な見た目とは裏腹に享楽的な一面があるが、面倒見の良い姉御肌。
大雪で避難した公民館で初対面の人々と暇つぶしに麻雀を打つことになり、その中の一人が傀であったため、図らずも戦う羽目になってしまう。幸い傀の狙いが他の人物であったことと、場のレートアップにもついていかずかつ傀にも放銃しなかったこともあり、（それほどは）負けずに済んでいる。また条二から傀の恐ろしさは聞いてはいたものの、この時の対戦相手が当の傀だとは最後まで気づいていなかった。
橋場 繁（はしば しげる）
元雀ゴロのサラリーマン。製菓会社の裏仕事を担当していた父親のコネで入社しヤクザの花会で倒れて意識不明になった父の役職を引き継いだ。労災が下りなかった父親の治療費を会社から抜いた金でまかなうことを敵討ちと考えている。
件のヤクザ・菱田の花会で傀に遭遇。傀と共に勝ち残り客を集めた卓につくが、同卓したヤクザが傀にむしられて胴元が焦るあまり、ギリギリの所で踏みとどまっていた橋場の手牌を勝手に晒してポンさせるという暴挙に出、それが切っ掛けで傀の独走が止められなくなる。橋場は傀との真剣勝負を望み、自身の勝ち金120万前後（元々会社から付き合い金として差し出す意味で100万負けてくるように言われていたものの、レベルの違いから負けられずに来てしまい、自身の取り分として相当抜いたにもかかわらず残っていた金）を全てヤクザに渡す代わりに、傀を無事に勝ち金を持たせて帰らせるようにヤクザに言いつけた。
この後は麻雀の腕を見せた事もあって菱田の組に顔が利くようになったのか、傀との再戦を菱田にセッティングさせる。死亡した父親の保険金と香典を種銭に傀を倒したら会社を辞めて代打ち稼業に転じるつもりだったが、敗北。父と同じサラリーマン暮らしを続けることになるが非常勤で菱田の組の代打ちを条件に株主総会での質問攻めを取りやめる事を提案。本人も自分に利があると踏み菱田の申し出を受け協力関係となり、専務後任が既に決まっている。
攻め気を抑えて相手のミスを待てる堅実な実力者だが、調子に乗ると強引さや荒さが目立つ。
石川（いしかわ）
町工場に勤める中年男性。常にぼんやりとした表情で所作も緩慢で計算や新しいことがなかなか覚えられないため、浩二からは「与太郎」呼ばわりされている。しかし、一度覚えたことは誤らない上、矯正しなおした正しい測量機で測りなおさないと分からなかったような製品の1ミリメートル以下の誤差を手に持った感触だけで見抜くなど超人的な能力を持つため、社長夫妻やベテランの工員達や同じベテランの高岡には慕われている。
麻雀においては、リーチや点数計算が理解できない、点数に余裕がある時に他家の手にわざと振り込んでトップ確定させるなどの戦略的な打ち方ができない、鳴かれてツモ順が変わると混乱するなど弱点が多々あるものの、独特の感性で他者のテンパイを察してロン牌をかわし、間隙を突いてアガるロンに特化したスタイル。ツモの得点計算は付き添いの高岡に教えてもらわないとできない一方でロンアガリでの点数計算は50符以上の手でも即座に分かるため、オーラスになったら高岡から教えてもらった点数差を元に必要なだけの打点を持つ手を作って直撃して勝つという、弱点を補ってあまりある強みがある。
その技量を聞きつけた浩二の叔父であり、浩二を押し付けた取引先の部長に泣きつかれ、負け分は一切請け負わないという条件で代打ちとして高レート麻雀に参加し、同じく負け分回収としての代打ちとして現れた傀と同卓。序盤から傀より直アガリを取っている。傀は放銃すること自体はそれなりにあるが、殆どは戦略の一環としての差し込みか、ツキ調整途中にリーチ後に振り込んでしまう等であるのに対し、石川に対しての放銃は傀にとっても想定外の出来事であったらしく、瞠目するような珍しい表情を見せている。
負債回収後は工場からは福の神として崇められる事となった。
ある事情で彼の弱点を同僚からバラされた後で傀に技量勝負に持ち込まれ、石川と同じように相手が待ちを変えるたびに回し打って最終的にオナテンで上がるという方法で徹底的に同じ戦法で上を行く技量を見せ付けられた。以後、石川は傀に苦手意識を持つことになった。
しかしながら、技量を見せつけた上で順位でも勝つ、という事までは傀もできなかったようで、連戦途中で傀が目的である負け分の回収を完遂したこともあり、傀は技量勝負を挑んで勝つ代わりに順位そのものは殆ど譲っており、金額は結局ほとんどの対戦でトップを取っているという、作中最強クラスの打ち手の一人。
後に町のスナックのホステスに好意を寄せ、彼女の借金返済のために花会の麻雀に挑戦する。そこでは苦手意識を抱いた傀と再会したが、勇気を振り絞って挑戦する。そこでは今までしなかったリーチで逆転勝利と最悪の放銃で酸いも甘いも味わい、我慢の麻雀をより進化させ、傀とトップを取り合い、互角に渡り合った。しかし、浩二の余計な発言で集中力を失い、彼女の借金分だけを残して傀に勝ち金を吸い取られた。それでも、ラストで高岡の計らいでハッピーエンドを迎えた。
「ぽーい」という擬音とともに、躊躇なく牌を切る仕草が特徴。この時の冒険により石川は「リーチをして裏ドラを乗せる」「リーチを我慢する」等を会得する。
傀との三戦目は会社の慰安旅行先の町中で、浩二が悪質な（レートが実は10倍とかよくある手合いの）アコギな麻雀に捕まって代打を頼みこんだ時。石川視点だと「強い人はいない」メンツだったが、そこに三度傀が現れる。浩二と石川は逃げようとしたが「ラストコールは1時間前」という（やけにちっちゃい文字で書かれた）ルールのおかげで逃げられず、傀とやり合う事になる。苦手意識はあるものの、互角以上に戦い抜く。浩二の手抜き説明のおかげで東風戦を理解できておらず、南のみ（オタ風）であがるというチョンボをやらかすものの、オーラスでは九蓮宝燈を聴牌するところまで行った。が、傀の形式聴牌を見抜いてしまい、それをケアして流局、傀のトップとなってしまう。次の半荘に入るところで、町の顔役である姐さんが高岡を伴って登場し、石川と浩二は脱出に成功する。
恐らく作中では最も傀と互角にやり合える力量を持った雀士。傀も石川の事を気にかけているのか、石川が高い役であがった時は石川の代わりに点数を申告してあげる等の気遣いを見せている。
赤川（あかがわ）
及川翁に雇われた代打ち兼秘書。究極にツキがなく、他人が聴牌すると必ず当たり牌を引いてしまう。が、本人はその事を逆に利用した独特の打ち回しをする。
他家の聴牌を察する能力が高く、自分がツモって来る牌が当たり牌とみて聴牌形を読み取り、自分の手を再構成するため放銃が極めて少ない。
及川翁によれば他家の当たり牌を引いてくる癖があるため、守備力が下がるポンもチーもリーチも果てはカンすら忌避の対象とのことだが、時と場合によるのか実際には鳴いて上がったこともある。
他者と「攻め合う」状況であれば、相手がいくらテンパイしてもその当たり牌を全て引き入れて使い切って上がるために無類の強さを発揮するが、弱点もある。相手がテンパイしても当たり牌が山に1枚も残っていない空テンの場合は無関係の牌をツモる事になるが、それを「今テンパイした相手の当たり牌である」と読んでしまうために判断を誤る事もある。また2人以上が同時にテンパイした場合、全く違う待ちでテンパイしていたならツモった順でどちらがどちらの当たり牌かを判別する事もあるが、同じ色の同じ筋でテンパイしていた場合は見分けが付かず、例えば片方が2-5萬待ちでもう片方が5-8萬待ちだった時、8萬に見逃しが入った事から両方とも2-5萬待ちだと読んでしまい、山越しの直撃を受ける事もあった。
リーチして高い手で上がる事が無く、他家がオリてしまってテンパイに向かっていない場合は自身もツキの無さから何もできないため、華が無いという理由で及川翁からは好かれておらず、タニマチとしては推せない男と言われているが、付き人として賭場へ同行したこともあり、及川翁への忠誠心は高そうである。
打法を見てとった傀の、空テンリーチや見逃し等カウンターを喰らって追い詰められるが、傀のスポンサーが急死したことにより勝負はそこで終了し、スポンサー死亡により傀のいた陣営は失格し残った3者で一番点棒が多かった赤川が勝利した形となり及川翁から報酬500万円を受け取った。しかし、傀が雇い主と銀行に交わさせた取り決めによって5000万円を受け取っていたのを見ており、稼いだ金額では10倍、点棒では13万点以上の差をつけられており事実上赤川の大敗となった。
及川翁には面白がって飼われているようであり、彼からは器用に打つが強くはないと評されているが、放銃すると高くつく特殊ルールでは江崎すら苦戦させた。
また、再登場した時には自身は打たなかったものの勝負の展開を的確に読み取る洞察力を発揮し、外馬で一人勝ちして大儲けした。
山本（やまもと）
須賀のアルバイト先である洋食屋「キッチン山本」のオーナー兼シェフ。ダンゴ鼻と口ひげが特徴。同じ注文でも常連ごとの好みに合わせて調整するなど視野が広い。
麻雀においても自分から前に出ることなく俯瞰でその場の流れを読み、自分から前に出て戦わず結果的に勝ちを収める戦術を取る。
マンション麻雀で友人内藤と共に傀と遭遇し、互角の闘いを繰り広げる。山本の実力を悟った傀から闘牌を通じて内藤を共に潰そうと誘いを受けるが、それを拒み、辛うじて僅かな浮きで終了した。
山本自身は浮いたとはいえ、実は内藤の妻に頼まれ本人には内緒で二人の収支でトントンにするよう調節して戦っていた。その内藤が大敗したため、合算では勝利とはいえないが山本自身は博打の勝ちより友情を選んだことを誇っていた。
「点火」「鉄火場」「黒こげ」など火にまつわる台詞が多く飛び交う。
住之江 紀子（すみのえ のりこ）
関西の信用金庫に勤める美人OLで同僚と結婚を控えている。実家は雀荘で塚田が常連だった。親子ほど歳の離れた塚田に想いを寄せていたが、直接口にすることもなく、塚田に死なれてしまったため、その敵討ちとして傀を探しに放浪の旅に出る。
他家の先読みと関西特有のスピード麻雀を得意とし、東京の賭場を虱潰しに当たり、ついに傀と遭遇する。手牌の癖を見越したつもりだったが、傀に逆に利用され、また塚田の仇を前に冷静さを失い、敗北した。
後に所持金500万円失ったと紀子から報告された吉井は、それが塚田の生前の負債と同額と知り、その金で塚田を救えなかった彼女自身の贖罪でもあったのだと察し、「あんなイイ女がダメ中年にベタ惚れとは…」と嘆息させた。
佐藤 裕章（さとう ひろあき）
職業・会社員のメガネの男。ジャンケンがかなり強い。
国田（くにた）
雀ゴロ。元は勝田の弟子だったが、東京の賭場で勝田よりも格上である傀の打ち筋を見て彼に魅了され、勝田の元を離れる。
その後は雀荘で働きながら、自身も傀と幾度か勝負している。
打ち筋としては、他家のツキなどを分析する冷静さはあるものの、基本的には強気に押していく傾向がある。
山口（やまぐち）
元闇プロ。かつては傀同様「むこうぶち」と呼ばれる程の闇プロだったが、現在は家族を持ったために「むこうぶち」としては廃業状態。夜な夜なスナック務めの義娘の代わりに子守をしながら行きつけの雀荘で同じ町内の麻雀仲間と打つ日々を送っている。
1歳の孫に打たせたりして自分の実力隠しつつ一人勝ちしないように遊び半分で打っていたが、傀が店にやってきて勝負するがすぐに傀の実力を見抜き後半は本気で対戦するが敗北する。熱くなって再戦しようとしたが、それまで大人しかった孫が泣きだした事で勝負に水が入り、結果として深入りせずに済んだ。
坂元（さかもと）
大手企業本部長。名古屋支社から東京本社に栄転してきた事で、東京の賭場で傀と出会う。麻雀の腕には覚えがあり、かつて本社専務が会社の金をつまんで開けた穴を秘密裏に麻雀によって一人で埋めた事もある。
東京でも部下に紹介された高レートマンションに通うようになる。そこでプロ級の客の様子見で打つ予定でいたところ、ある日界隈で名の知れているという常連2人および傀と同席する。当初は傀の実力を見抜けずに素人扱いしていたが、傀が提案したビンタUPを提案された際、直前の傀の上がりで彼の麻雀の恐ろしいほどの力量に気づいたためビンタUPの提案を受けなかった。その為か傀には相手にされず、十数万円の損失で済んだ。以後は高レート麻雀の店に行くのは辞めた。元々仕事や根回しの才能に関しては突出しており、名古屋支店で集めた秘密裏の資金は支店社員がミスを犯した際の穴埋め用資金となっている。
三都州（みつくに）
元泊州部屋の力士。相撲はあまり芽が出ず27にして三枚目という程だが、料理が好きなのか、番付の低い力士がやらされるちゃんこ番を喜んでやっていた。麻雀に関しては勝負感がかなり強く、その為か親方が副業でやっているマンション麻雀の部屋の管理を任せられている。
及川の代理に来た傀と対戦し敗北、泊州部屋の支援者であり料亭の主である須崎の紹介で翌日再び傀と対戦する機会を得る。その時に稼いだ貯金1350万注ぎ込んで勝負するが負ける。
その際打ち方が及川に気に入られ、負けた後ご祝儀を出すが三都州は「勝った訳ではない」と断り、角界から引退する踏ん切りが付く。
廃業を打ち明けた後、須崎が不憫に思ったのか、三都州を料理人として雇っている。
その後、料理人として及川の支援も有り葉山で料亭を持つまでに至る。

### 勝負を見届ける者たち
直接傀のターゲットにならなかった、あるいは観戦者として傀に敗北した者たちの戦いを見届けた人々。
箱崎 統
記者。裏麻雀を題材にした記事を書くため、高レートの麻雀の取材をしている。ひょんなことから傀を知り、以降彼を取材しようと様々な人々から話を聞いている。中には傀を目標とした祐太の話も混ざっている。2008年には既に逝去しており、彼の死後に部数は少ないが「むこうぶち」という名の本を上巻のみ刊行している。
高岡
石川の同僚。石川の凄さと本質を理解しており、彼の感情の機微がわかり、得点計算がおぼつかない彼のバックアップや、麻雀の不可思議な部分の解説役を務めることも多い。
占い師から、「石川の世話をすれば石川の福運が上がるが高岡自身は災難や苦労する」と言われ、「自身が幸せになりたいなら世話するのは辞めろ」と言われるが、本人は迷いなく石川の世話をする事を選んだ。
浩二
石川の同僚。若く、仕事がいい加減なせいか色々不手際が多くまた石川を与太郎呼ばわりしており他の工員からはあまりよく思われていない。彼の行為が結果的に石川を裏の麻雀へ送ることとなり、傀との戦いを見届けることとなる。同時に、余計なことをして石川を追い詰めてしまうことがあり、狂言回しであり、道化役ともいえる。
SP
本庁警備部警護課の男性だが本名は不明。海外の要人の護衛・監視を担当。ミゲル・アンヘル共和国大使館で行われる談合の『天使の麻雀』に任務で参加しており、そこで傀と同卓する。
あわや任務失敗かと思われた状況もあったが傀の手腕に助けられており、自分と同じく時間稼ぎを目的としている傀の事を＝「標的が麻雀好きな場合に派遣される同業者」と誤解している。
『天使の麻雀』への参加経験があったのかは不明だが、『天使の麻雀』のルールのコツを最初から知っており、また傀の意図を察して連携して動けるなど、雀力は相当に高い。

## 麻雀団体
全雀連（ぜんじゃんれん）
安永はじめ、作中に登場するプロ雀士の多くが加盟している組織。単行本8巻で安永と多河が決勝進出を果たしたプロアマ戦では「協賛：全日本麻雀連合会」の文字があるが、後に登場した事務局の看板では「全雀連」と略称で銘記されている。
基本的な公式ルールは一発なし裏ドラなしの東南戦。数多くのタイトル戦を年間通して開催しており、中には歴史あるタイトルや他団体との交流戦も含まれる。
古くからの麻雀打ちも多数所属しているが、昨今ではTV局や芸能界との交流も増えたため運営をめぐって理事同士の派閥争いが存在する。マンション麻雀のような鉄火場に出入りする安永のようなタイプは現在では非主流派。
アックスボンバー
元・全雀連の鉈切が退会時に多くの若手プロを引き連れて創設した新団体。主な公式ルールは一発あり裏ドラあり。
東北地方中心に展開する雀荘「曙チェーン」のバックアップを受けており、ローカルTV局番組向けの公開闘牌やイベントなどを行っている。
組織運営そのものは鉈切個人の手腕と曙チェーン会長の好意によるところが大きいため、今後の発展性は未知数。
青龍會（せいりゅうかい）
プロ団体ではなくフリーの麻雀研究会。主宰は全雀連の多河で、兄貴分の安永が世話役兼後見人をつとめる。若手のプロ雀士をはじめ在野のアマチュア、安永旧知の麻雀打ちまでさまざまな人種が出入りしているが、世間一般や全雀連の理事たちには「青龍會＝安永一派」と認識されている。
定例会で公式戦の牌譜研究や、闘牌経験に対する意見交換を行い、確率論に基づく聴牌効率打法の追求を目指している。
所属員は総じて若く、傀のような裏麻雀の強者は単なるバカヅキの素人と思っている。しかし実際に傀と戦った幾人かはその強さに挑戦すべく、聴牌効率打法にさらなる磨きをかけている。
『近代麻雀』本誌において、安永と青龍會のメンバーによる何切る問題を討論方式で実施している。主に多河が答え合わせ、潤子は数手先を見据えて手を育て、張がトリッキーな手、須田と藤永は効率だが、セオリーに縛られた須田と弱気な藤永は時に詰めの甘い打牌傾向にある。安永は、締めとオチ要員。

## 書誌情報

### 単行本
- 天獅子悦也『むこうぶち』竹書房〈近代麻雀コミックス〉、既刊63巻（2025年2月28日現在）
  1. 2000年11月発行（11月7日発売[2]）、ISBN 4-8124-5443-3
  2. 2000年11月発行（11月7日発売[3]）、ISBN 4-8124-5444-1
  3. 2001年3月発行（3月27日発売[4]）、ISBN 4-8124-5491-3
  4. 2001年8月発行（8月27日発売[5]）、ISBN 4-8124-5545-6
  5. 2002年1月発行（1月26日発売[6]）、ISBN 4-8124-5612-6
  6. 2002年6月発行（6月17日発売[7]）、ISBN 4-8124-5664-9
  7. 2002年10月発行（10月17日発売[8]）、ISBN 4-8124-5720-3
  8. 2003年2月発行（2月27日発売[9]）、ISBN 4-8124-5769-6
  9. 2003年6月発行（6月28日発売[10]）、ISBN 4-8124-5815-3
  10. 2003年11月発行（11月27日発売[11]）、ISBN 4-8124-5889-7
  11. 2004年4月発行（4月27日発売[12]）、ISBN 4-8124-5949-4
  12. 2004年7月発行（7月17日発売[13]）、ISBN 4-8124-6002-6
  13. 2004年12月発行（12月18日発売[14]）、ISBN 4-8124-6080-8
  14. 2005年5月発行（5月17日発売[15]）、ISBN 4-8124-6171-5
  15. 2005年10月発行（10月7日発売[16]）、ISBN 4-8124-6250-9
  16. 2006年2月発行（2月16日発売[17]）、ISBN 4-8124-6434-X
  17. 2006年8月発行（8月17日発売[18]）、ISBN 4-8124-6495-1
  18. 2006年12月発行（12月16日発売[19]）、ISBN 4-8124-6537-0
  19. 2007年5月発行（5月7日発売[20]）、ISBN 978-4-8124-6583-7
  20. 2007年8月発行（8月18日発売[21]）、ISBN 978-4-8124-6725-1
  21. 2008年3月発行（3月27日発売[22]）、ISBN 978-4-8124-6808-1
  22. 2008年7月発行（7月26日発売[23]）、ISBN 978-4-8124-6854-8
  23. 2008年12月発行（12月6日発売[24]）、ISBN 978-4-8124-7017-6
  24. 2009年4月発行（4月27日発売[25]）、ISBN 978-4-8124-7080-0
  25. 2009年8月発行（8月27日発売[26]）、ISBN 978-4-8124-7150-0
  26. 2010年1月発行（1月27日発売[27]）、ISBN 978-4-8124-7231-6
  27. 2010年6月発行（6月7日発売[28]）、ISBN 978-4-8124-7286-6
  28. 2010年9月発行（9月27日発売[29]）、ISBN 978-4-8124-7453-2
  29. 2011年2月発行（2月17日発売[30]）、ISBN 978-4-8124-7504-1
  30. 2011年6月発行（6月27日発売[31]）、ISBN 978-4-8124-7610-9
  31. 2011年12月発行（12月22日発売[32]）、ISBN 978-4-8124-7720-5
  32. 2012年3月発行（3月23日発売[33]）、ISBN 978-4-8124-7760-1
  33. 2012年7月発行（7月2日発売[34]）、ISBN 978-4-8124-7921-6
  34. 2012年12月発行（12月17日発売[35]）、ISBN 978-4-8124-8070-0
  35. 2013年4月発行（4月17日発売[36]）、ISBN 978-4-8124-8154-7
  36. 2013年8月発行（8月17日発売[37]）、ISBN 978-4-8124-8389-3
  37. 2013年12月発行（12月17日発売[38]）、ISBN 978-4-8124-8482-1
  38. 2014年4月発行（4月17日発売[39]）、ISBN 978-4-8124-8572-9
  39. 2014年8月発行（8月18日発売[40]）、ISBN 978-4-8124-8766-2
  40. 2014年12月発行（12月15日発売[41]）、ISBN 978-4-8019-5056-6
  41. 2015年4月発行（4月15日発売[42]）、ISBN 978-4-8019-5223-2
  42. 2015年9月発行（9月15日発売[43]）、ISBN 978-4-8019-5348-2
  43. 2016年1月発行（1月15日発売[44]）、ISBN 978-4-8019-5441-0
  44. 2016年6月発行（6月15日発売[45]）、ISBN 978-4-8019-5550-9
  45. 2016年11月発行（11月15日発売[46]）、ISBN 978-4-8019-5679-7
  46. 2017年3月発行（3月15日発売[47]）、ISBN 978-4-8019-5778-7
  47. 2017年9月発行（9月15日発売[48]）、ISBN 978-4-8019-6046-6
  48. 2018年2月発行（2月15日発売[49]）、ISBN 978-4-8019-6173-9
  49. 2018年7月発行（7月14日発売[50]）、ISBN 978-4-8019-6319-1
  50. 2018年12月発行（12月15日発売[51]）、ISBN 978-4-8019-6462-4
  51. 2019年4月発行（4月1日発売[52]）、ISBN 978-4-8019-6572-0
  52. 2019年9月発行（9月2日発売[53]）、ISBN 978-4-8019-6698-7
  53. 2020年2月発行（2月29日発売[54]）、ISBN 978-4-8019-6883-7
  54. 2020年9月発行（9月1日発売[55]）、ISBN 978-4-8019-7057-1
  55. 2021年4月発行（4月1日発売[56]）、ISBN 978-4-8019-7266-7
  56. 2021年9月24日発売[57]、ISBN 978-4-8019-7411-1
  57. 2022年4月1日発売[58]、ISBN 978-4-8019-7604-7
  58. 2022年9月1日発売[59]、ISBN 978-4-8019-7831-7
  59. 2023年3月1日発売[60]、ISBN 978-4-8019-7984-0
  60. 2023年9月19日発売[61]、ISBN 978-4-8019-8171-3
  61. 2024年2月1日発売[62]、ISBN 978-4-8019-8244-4
  62. 2024年9月13日発売[63]、ISBN 978-4-8019-8449-3
  63. 2025年2月28日発売[64]、ISBN 978-4-8019-8590-2

### 関連書籍
むこうぶち外伝 EZAKI
1. 2011年2月発行、ISBN 978-4-8124-7505-8
2. 2012年1月発行、ISBN 978-4-8124-7721-2

レッドドッグ ノガミの秀
1. 2012年12月発行、ISBN 978-4-8124-8068-7

お疲れ様です 後堂さん
1. 2025年2月発行、ISBN 978-4-8019-8589-6

## オリジナルビデオ（実写版）
袴田吉彦主演『高レート裏麻雀列伝 むこうぶち』シリーズと、金子昇主演『麻雀破壊神 むこうぶち傀』シリーズと、根岸拓哉主演『むこうぶちRAW　高レート裏麻雀列伝』シリーズの3作品がある。

### 高レート裏麻雀列伝 むこうぶち

#### 作品一覧
- 高レート裏麻雀列伝 むこうぶち（2007年6月）→『死に金』『賭場荒らし』『親流し』（第1巻）『無尽』（第4巻）『呪い』（第12巻）／GUEST雀士：つまみ枝豆(佐野)、小沢和義
- 高レート裏麻雀列伝 むこうぶち2 鬼の棲む荒野（2007年7月）→『荒野』（第3巻）／GUEST雀士：加勢大周(江崎)、乱一世
- 高レート裏麻雀列伝 むこうぶち3 裏プロ（2008年4月）→『蛭』（第5巻）『運』（第6巻）『裏プロ』（第8-9巻）／GUEST雀士：松田賢二(三橋秀俊、通称・上野の秀)、宮内こずえ(雪乃)
- 高レート裏麻雀列伝 むこうぶち4 雀荘殺し（2008年6月）→『雀荘殺し』（第2巻）／GUEST雀士：梅宮哲(雀ゴロ)、新藤栄作(勝田)
- 高レート裏麻雀列伝 むこうぶち5 氷の男（2008年12月）→『氷の男』（第1巻 - 第2巻）／GUEST雀士：風間トオル(日陰)
- 高レート裏麻雀列伝 むこうぶち6 女衒打ち（2009年6月）→『女衒打ち』(第4巻 - 5巻)／GUEST雀士：城咲仁(深見)、街田しおん(麗華)
- 高レート裏麻雀列伝 むこうぶち7 筋殺し（2009年3月）→『リンダ』（第7巻）／GUEST雀士：デビット伊東(前野)、華彩なな(凛香)
- 高レート裏麻雀列伝 むこうぶち8 邪眼（2010年12月）→『邪眼』（第9巻）／GUEST雀士：山下徹大(柳野聡)
- 高レート裏麻雀列伝 むこうぶち9 麻将（2012年10月）→『麻将』（第21巻）『丸裸』（第21巻）／GUEST雀士：金子昇(張)、なべおさみ(ゲン爺)
- 高レート裏麻雀列伝 むこうぶち10 裏ドラ（2012年12月）→『裏ドラ』（第18巻）『悪夢』(第20巻)／GUEST雀士：金山一彦(勘太)、村野武範(勘太の父)
- 高レート裏麻雀列伝 むこうぶち11 鉄砲玉（2014年10月）→『鉄砲玉』（第27巻）『ひとでなし』（第27 - 28巻）／GUEST雀士：波岡一喜(岡)、中田博久(前島)
- 高レート裏麻雀列伝 むこうぶち12 付け馬（2015年3月）→『付け馬』（第4巻）『脇役』（第28巻）／GUEST雀士：ヒロシ(郷原)
- 高レート裏麻雀列伝 むこうぶち13 壺（2017年1月）→『壺』（25巻）／GUEST雀士：なだぎ武(塚田)
- 高レート裏麻雀列伝 むこうぶち14 相方（2017年5月）→『相方』（30巻）／GUEST雀士：杏さゆり(住之江紀子)
- 高レート裏麻雀列伝 むこうぶち15 麻雀の神様（2018年12月）→『王座失格』『東風戦アリス』『見・ケン』（1巻）『嘘』（12巻）／GUEST雀士：賀集利樹(水原祐太)、宮川一朗太(村田)
- 高レート裏麻雀列伝 むこうぶち16 無邪気（2019年1月）→『無邪気』（13巻）『平和』（23､24巻）／GUEST雀士：賀集利樹(水原祐太)、新藤栄作(勝田)

#### 出演
- 傀 - 袴田吉彦
- 安永萬(プロ雀士) - 高田延彦(むこうぶち 〜 むこうぶち8まで)
- 川田(雀荘「東空紅」マスター) - ガダルカナル・タカ
- 萌(雀荘「東空紅」店員) - 成瀬朱美
- 詩織(ホステス) - 及川奈央(むこうぶち 〜 むこうぶち8、15、16)
- 雪乃(ホステス) - 宮内こずえ
- 琴音(ホステス) - 手島優(むこうぶち9 〜 むこうぶち14まで)
- 中里 - 下元史朗
- 藤永太郎(プロ雀士) - 高田宏太郎
- 水原祐太(プロ雀士→代打ち） - 賀集利樹

#### スタッフ
- 監督 - 片岡修二
- 製作 - 小林正人(1-4巻)→山田浩貴(5-8巻)→及川次雄(9-16巻)
- プロデューサー - 岡本良二(1・2巻)、佐久間賢(1-8巻)、西健二郎(3-8巻)、江尻健司(9-16巻)、太田雅之(13・14巻)、河野博明(15・16巻)
- 脚本 - ケネス徳田(1-4巻)、片岡修二(1-16巻)
- 制作協力 - 有限会社NexGenEats(1・2巻)、有限会社タカオフィス(3-8巻)、レジェンド・ピクチャーズ(9-16巻)
- 制作 - メディア・ワークス(9-12巻)
- 製作 - 株式会社GPミュージアムソフト(1-8巻)、コンセプトフィルム(9-16巻)
- 発売元 - GPミュージアムソフト(1-8巻)→オールインエンタテインメント(9-16巻) 

### 麻雀破壊神 むこうぶち傀

#### 作品一覧
- 麻雀破壊神 むこうぶち傀 山師（2020年5月）→川本淳市(与田)、下元史朗(松井)
- 麻雀破壊神 むこうぶち傀 相性（2020年6月）→小沢和義(古谷浩司)、ドロンズ石本(盛岡義朗)、嶋田彦(柴本)

#### 出演
- 傀 - 金子昇
- アサミ - 及川奈央
- 山脇千文美（日本プロ麻雀連盟）
- 小笠原奈央（日本プロ麻雀連盟）
- 雀荘「ばかんす」マスター - 村野武範

#### スタッフ
- 監督・脚本 - 片岡修二
- 営業総括：鈴木祐介（ライツキューブ）
- チーフプロデューサー：夏山牧子（シネマパラダイス）
- プロデューサー : 山地曻（アトリエ羅夢）
- 麻雀アドバイザー：馬場裕一（バビロン）
- 闘牌指導：ケネス徳田（バビロン）中村毅（バビロン）黒木真生（バビロン）
- 撮影 : 田宮健彦
- 録音：山口勉
- 助監督：星野仁
- 制作担当：星孝行
- 麻雀担当：鈴木智
- 衣裳：高橋深雪
- メイク：石山美子
- 監督助手：須上和泰
- スチール：大﨑正浩
- 制作：松沢蓮、祐村要
- 編集：桐畑寛
- 音響効果・MA：藤本淳
- 制作協力 - アトリエ羅夢
- 製作・発売元 - アドバンス
- 販売元 - オールインエンタテインメント

### むこうぶちRAW　高レート裏麻雀列伝

#### 作品一覧
- むこうぶちRAW　高レート裏麻雀列伝1 卒業（2025年3月25日）
- むこうぶちRAW　高レート裏麻雀列伝2 成金 前編（2025年5月25日）→布施博(月島)
- むこうぶちRAW　高レート裏麻雀列伝3 成金 後編（2025年7月25日）

#### 出演
- 傀 - 根岸拓哉
- 安永萬 - 藤重政孝
- 須賀忠 - 古舘佑太郎
- 江崎昭彦 - 趙珉和
- 後堂公一 - 小木茂光

#### スタッフ
- 監督：片岡修二
- 脚本：七字幸久
- エグゼクティブプロデューサー：鈴木祐介
- プロデューサー : 海田晃弘、神崎良、見留多佳城
- 闘牌指導：ケネス徳田（バビロン）中村毅（バビロン）
- 撮影・照明 : 瀬川龍
- 録音：山口勉
- 美術：中谷暢宏
- 編集：遊佐和寿
- 制作担当：鈴木智
- 選曲効果MA：藤本淳
- 衣裳：藤田賢美
- ヘアメイク：上村詠子
- 監督補：近藤一彦
- 制作プロダクション：Ｇ・カンパニー
- 製作・発売元：ライツキューブ

## ゲーム
2007年に『高レート裏麻雀列伝 むこうぶち 〜御無礼、終了(ラスト)ですね〜』のタイトルで、ニンテンドーDS用とPlayStation 2用にゲーム化されている。
2015年にリリースされたスマホアプリゲーム『近代麻雀オールスターズ 闘牌伝』に参加している。